# ادی (بازیکن فوتبال)
ادی (انگلیسی: Ady؛ زادهٔ ۱۸ آوریل ۱۹۷۳) بازیکن فوتبال اهل برزیل-تونس بود.
از باشگاه‌هایی که در آن بازی کرده‌است می‌توان به باشگاه ورزشی پورتوگیزا، باشگاه فوتبال سانتا کروز، باشگاه فوتبال تورون پالوسئورا، باشگاه فوتبال سانتوس، باشگاه فوتبال اسپرانس تونس، باشگاه ورزشی باهیا، و باشگاه فوتبال میپا اشاره کرد.
وی همچنین در تیم ملی فوتبال تونس بازی کرده‌است.